# Andreas Baader
Pour les articles homonymes, voir Baader.
Berndt Andreas Baader, né le 6 mai 1943 à Munich et mort le 18 octobre 1977 à Stuttgart, est cofondateur et chef de l'organisation terroriste allemande Fraction armée rouge dont la dénomination allemande originale est Rote Armee Fraktion, abrégée sous le sigle RAF et également connue en France sous le nom de « bande à Baader ».
Il est impliqué dans cinq attentats à la bombe durant l'année 1972. Arrêté cette même année, il est emprisonné en même temps que Gudrun Ensslin, sa compagne et la cofondatrice de la RAF, et Jan-Carl Raspe. En 1977, tous les trois sont retrouvés morts dans leur cellule. Les médecins légistes concluent à un suicide collectif, même si de nombreux éléments accréditent la thèse d'un assassinat.

## Biographie

### Jeunesse
Andreas Baader est élevé chez sa grand-mère au cours des premières années de sa vie, puis, plus tard, dans un ménage constitué de trois femmes : sa mère, sa grand-mère et sa tante. Enfant, il est renvoyé de plusieurs écoles. Il passe sa jeunesse sans son père, l'historien Berndt Phillipp Baader, disparu en 1945 pendant la guerre.
Lorsque, venant de Munich, il arrive à Berlin et se lance sur la scène d'extrême gauche, il a déjà un solide passé de délinquant (nombreux délits de la route et autres outrages). Pratiquement tous ces délits sont en rapport avec sa passion pour les voitures rapides et les excès de vitesse nocturnes : vols de voiture, falsifications, abus de documents. De l'avis de plusieurs de ses biographes, parmi lesquels Karin Wieland, la conduite sans permis semblait être devenue pour lui une rébellion emblématique contre les autorités.
Pour le jeune Baader, une personne de confiance fut son oncle, le danseur et acteur Michael Kroecher, avec lequel il garda longtemps le contact, même à l'âge adulte.

### De la délinquance au terrorisme
Les activités auxquelles se livre Baader sont multiples et diverses (y compris modèle occasionnel pour magazines homosexuels). Au cours de ses années berlinoises, il travaille comme ouvrier en bâtiment et — sans succès — comme journaliste dans la presse à sensation. Il s'intéresse également à la littérature et à la philosophie. Il est décrit comme violent et provocateur par sa compagne d'un temps, Ellinor Michel (1939-2007), peintre, avec laquelle il vit dans une villa berlinoise, en compagnie de son mari, le peintre Manfred Henkel (1936-1988). Ils ont une fille, née en 1965, élevée par Manfred Henkel.
Le 2 avril 1968, Baader, Gudrun Ensslin, Thorwald Proll et Horst Söhnlein mettent le feu à deux grands magasins de Francfort Kaufhof et Schneider pour protester contre la société de consommation et les massacres américains au Vietnam. Ces incendies causent des dommages de quelques 675 000 marks, mais il n'y a aucun blessé. Les incendiaires sont condamnés dans le procès qui s'ensuit le 31 octobre 1969, Baader et sa compagne Gudrun Ensslin écopant chacun de trois ans de réclusion.
À la suite de sa demande en révision, Baader recouvre la liberté et participe à Francfort, avec Gudrun Ensslin, à la campagne nommée en allemand « Heimkampagne » de l'opposition extra-parlementaire (A. P. O.) contre la décomposition du mouvement étudiant. Après que le jugement fut rendu exécutoire en novembre 1969, il n'effectue pas sa peine de réclusion mais disparaît en septembre à Paris, où Jean-Marcel Bouguereau, journaliste aux Cahiers de Mai, l'héberge avec Gudrun Ensslin, sur les recommandations de Daniel Cohn-Bendit, dans l'appartement parisien de Régis Debray, alors incarcéré en Bolivie, et leur fait rencontrer Serge July. Plus tard, Baader part en Italie.
En mars 1970, il retourne à Berlin en compagnie de Gudrun Ensslin. L'agent de liaison Peter Urbach, qui après cela obtiendra des autorités une nouvelle identité, attire sur Baader l'attention de la police qui se remet sur sa piste. Le 4 avril 1970, il est arrêté à Berlin au cours d'un contrôle de circulation simulé puis transporté au centre d'exécution des peines de Tegel pour y purger sa peine. Ulrike Meinhof organise alors son évasion qui a lieu le 14 mai 1970.
À Beyrouth début 1972, il est à nouveau arrêté à l'aube du 1er juin 1972, au nord de Francfort, avec Holger Meins.
Durant la prise d'otages des Jeux olympiques de Munich (1972), les terroristes palestiniens réclament sa libération, ainsi que celle d'Ulrike Meinhof.
Le 4 décembre 1974, Sartre lui rend visite alors qu'il est incarcéré à la prison de Stuttgart-Stammheim.
Dans la nuit du 8 au 9 mai 1976, Ulrike Meinhof se suicide en se pendant aux barreaux de sa cellule.
En avril 1977, Andreas Baader, Gudrun Ensslin et Jan-Carl Raspe sont condamnés à l'emprisonnement à perpétuité pour meurtre.

### Mort

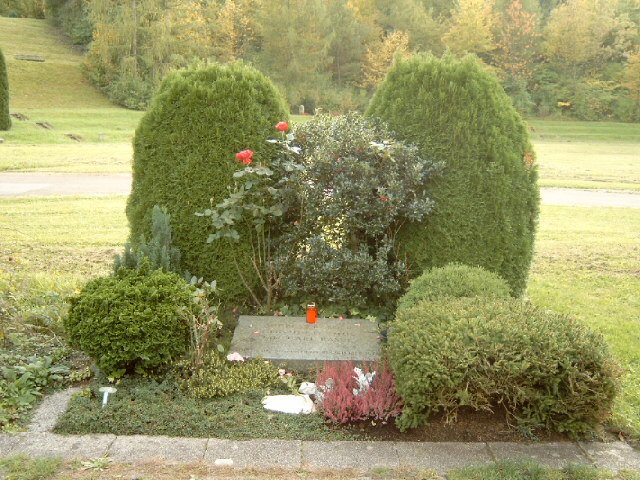
Pierre tombale d'Andreas Baader, Jan-Carl Raspe et Gudrun Ensslin.

Le 13 octobre 1977, quatre membres du Front populaire de libération de la Palestine détournent le vol 181 Lufthansa parti de Palma de Majorque à destination de Francfort-sur-le-Main. Leur chef exige la libération des onze prisonniers de la RAF détenus à Stammheim. L'avion se rend finalement à Mogadiscio, en Somalie, où il arrive aux premières heures du 17 octobre. Les passagers du Boeing 737 sont libérés le lendemain, après un assaut effectué par les forces spéciales du GSG 9 qui provoque la mort de trois terroristes.
Selon les rapports officiels, Raspe a appris l'échec de la tentative sur une radio transistor obtenue clandestinement et il a discuté pendant quelques heures avec Baader, Ensslin, et Irmgard Möller pour convenir d'un pacte de suicide. Dans la matinée, Baader et Raspe sont retrouvés morts dans leurs cellules, ayant succombé à des blessures par balle.
« Alors que Raspe n'a tiré qu'une balle, Baader en a d'abord tiré une dans son matelas, puis une deuxième dans le mur de sa cellule et ensuite seulement il s'est tiré une balle dans la tête », déclare le rapport. Les armes « ne portaient pas d’empreintes digitales parce qu’elles étaient couvertes de sang », l'enquête conclut donc au suicide.
Gudrun Ensslin est retrouvée pendue à un nœud coulant fabriqué avec un fil de haut-parleur. Möller est blessée de quatre coups de couteau à la poitrine, mais survit.
Les enquêtes officielles sur l'affaire concluent à la mort par suicide collectif de Baader et ses deux complices. Stefan Aust, le biographe du groupe Baader-Meinhof, dans son livre, Der Baader Meinhof Komplex paru en 1985, affirme qu'ils se sont bien tués.

## Cinéma et littérature
- 1978 : L'Allemagne en automne[11], film collectif, notamment réalisé par Alexander Kluge, Rainer Werner Fassbinder et Volker Schlöndorff.
- 2002 : Fraction armée rouge (Baader), film allemand réalisé par Christopher Roth.
- 2006 : Des foules, des bouches, des armes (Melville/Léo Scheer)[12], roman d'Alban Lefranc autour de Baader, Ensslin et Vesper (le premier compagnon d'Ensslin).
- 2008 : La Bande à Baader (Der Baader Meinhof Komplex), film allemand réalisé par Uli Edel.
- 2011 : Qui, à part nous (Wer wenn nicht wir) film allemand réalisé par Andres Veiel.
- 2015 : Une jeunesse allemande (film), film français réalisé par Jean-Gabriel Périot.